# Paullinia californica
Paullinia californica là một loài thực vật có hoa trong họ Bồ hòn. Loài này được I.M. Johnst. mô tả khoa học đầu tiên năm 1924.